# Ω̈́
Cette page contient des caractères spéciaux ou non latins. S’ils s’affichent mal (▯, ?, etc.), consultez la page d’aide Unicode.
L’oméga tréma tonos, ω̈́, est une lettre grecque additionnelle utilisée dans l’écriture du cappadocien par certains auteurs.

## Utilisation
En cappadocien, dans le Lexique historique du grec moderne (en), Ἱστορικὸν Λεξικὸν τῆς Νέας Ἑλληνικῆς (ΙΛΝΕ), l’oméga tréma tonos est utilisé pour représenter une voyelle mi-fermée antérieure arrondie [ø] avec l’accent tonique, par exemple ‹ παλω̈́νω › [paˈløno] (παλαιώνω en grec moderne).